# Fabio Aste
Fabio Aste (Buenos Aires, 29 de mayo de 1971) es un actor de cine, teatro y televisión argentino.

## Carrera
Aste estudió junto a los maestros Carlos Gandolfo, Augusto Fernández, Raúl Serrano y Joy Morris. Comenzó su carrera actoral a fines de la década de 1980 en ficciones. Intervino con roles de reparto y principales en decenas de programas, ciclos y telenovelas como  Venganza de mujer, El día que me quieras, Buenos vecinos, Provócame, Franco Buenaventura, el profe, Los Simuladores, Historias de sexo de gente común, Amor en custodia, Un cortado, historias de café, La ley del amor, Jake & Blake , Cuando me sonreís, Historias de corazón, Sos mi hombre, El elegido Millenials y Once. También es profesor de inglés y portugués, este último idioma le permitió realizar las versión brasileña de Chiquititas y Amas de casa desesperadas.
En cine debutó en 1991 con la película dirigida por Oskar Aizpeolea, Loraldia (El tiempo de las flores) con Bárbara Mujica y Susana Campos. Filmó más de diez películas, entre ellas se destacan Esa maldita costilla con Susana Giménez,  Apariencias protagonizada por Adrián Suar y Andrea del Boca, La fuga con Ricardo Darín, Miguel Ángel Solá y Gerardo Romano, y El clan encabezada por Guillermo Francella. También fue protagonistas de las películas Vereda tropical (2004) y Nevar en Buenos Aires (2005). Fue dirigido por grandes como Juan José Jusid, Eduardo Mignogna, Javier Olivera, Alberto Lecchi, Javier Torre y Pablo Trapero, entre otros.
En teatro se destacó obras como La señorita de Tacna, Cremona, Swingers, Madre coraje, Otelo, Macbeth , Cyrano de Bergerac, Ricardo III, ¿Qué hacemos con Walter?, El cuarto de Verónica,  entre otras.
Multipremiado actor, en 2004 obtuvo el Premio al Mejor Actor Latino en el Festival de Gramado por la película Vereda Tropical. En 2007 ganó el Premio Centinela del Festival de Tandil por su desempeño en Nevar en Buenos Aires. En 2018 ganó un Premio Ace como mejor actor de reparto por su papel en la obra ¿Qué hacemos con Walter? dirigida por Juan José Campanella, por su doble rol.

## Vida privada
En la actualidad está en pareja con el actor Laurentino Blanco con quien realizó la serie para internet llamada Historias de cuarentena.

## Filmografía
- 2020: Sentadas en el umbral
- 2015: El clan como Secretario Comodoro
- 2012: El abismo... todavía estamos
- 2011: Hermanitos del fin del mundo como Pascual
- 2011: La plegaria del vidente como Gallardo
- 2009: Andrés no quiere dormir la siesta como Raúl
- 2005: Nevar en Buenos Aires como Rogelio
- 2004: Vereda tropical como Manuel Puig
- 2004: Palermo Hollywood
- 2004: Juego de opuestos (cortometraje) como Félix
- 2003: Apocalípsis 13 como Bautista Fasano
- 2001: El fuego y el soñador como Salvador
- 2001: La fuga
- 2000: El camino como Fiscal
- 2000: Apariencias como Primer Hombre
- 1999: Esa maldita costilla como Hombre en el baño
- 1997: Cenizas del paraíso como Médico Equipo de Urgencias
- 1991: Loraldia (El tiempo de las flores)

## Televisión
- 2024: La voz ausente como Francisco Mansilla.
- 2024: Cris Miró (Ella) como Dr. Blanco.
- 2023: Las bellas almas de los verdugos como Torres.
- 2021/2023: Entrelazados como Tomás Diz
- 2021: Historias de cuarentena
- 2020: Riviera (serie inglesa)
- 2018/2019: Millenials como Octavio Céspedes.
- 2017: O11CE como Miguel Fierro
- 2017: Golpe al corazón
- 2016: Psiconautas como Estafador.
- 2015: Los creadores como Dr. Testa.
- 2015: Pan y vino como Santini.
- 2015: Cazados como Alejandro Varela.
- 2013: El consejero (Para la televisión en Venezuela)
- 2013: Televisión por la justicia
- 2013: La celebración
- 2013: Santos y pecadores
- 2013: Farsantes
- 2012/2015: Historias de corazón
- 2012/2013: Sos mi hombre como Hernán Guiver
- 2011: El elegido como Jorge Pirra
- 2011: Cuando me sonreís.
- 2009/2010: Jake & Blake como Joaquín Patrick Fynk
- 2009: Mitos, crónicas del amor descartable
- 2008: Amanda O como Charly.
- 2008: Aquí no hay quien viva como Silvio (Episodio: "Una simple reunión de amigos")
- 2008: Casi ángeles
- 2008: Susana Giménez
- 2007: Amas de casa desesperadas (Para Brasil)
- 2007: Cara a cara
- 2007: La ley del amor
- 2006: Hechizada
- 2005/2006: Un cortado, historias de café
- 2005: Numeral 15
- 2005: Amor en custodia como Imanol.
- 2005: ¿Quién es el jefe?
- 2005: Conflictos en red
- 2005: Doble vida
- 2004: Historias de sexo de gente común como Fernando
- 2004: Culpable de este amor como Esteban
- 2004: Amor mío
- 2003: Son amores
- 2003: Rebelde Way como Walter
- 2002: 099 Central como Rufino
- 2002: Los Simuladores en el Episodio Cobrador foráneo.
- 2002: Franco Buenaventura, el profe como Detective Vallejo
- 2001/2002: Provócame como Chapa
- 1999/2001: Campeones de la vida como Alejandro
- 1999/2001: Buenos vecinos como Alcides Mamboreté
- 2000: Primicias
- 1998/1999: Gasoleros
- 1998: Verdad / Consecuencia
- 1997: Chiquititas (versión Brasileña) como Armando
- 1997: Milady, la historia continúa
- 1991: Amigos son los amigos
- 1994/1995: El día que me quieras como Luciano
- 1986: Venganza de mujer

## Teatro
- 2022: El cuarto de Verónica, con Silvia Kutika, Fernanda Provenzano y Adrián Lázare.
- 2018/2019: ¿Qué hacemos con Walter?
- 2016: ¡Amor! ¡Valor! ¡Compasión!
- 2016: Franciscus - Una razón para vivir
- 2015/2016: Gigoló
- 2015: Jugar con fuego
- 2014: La gaviota
- 2013: Madre coraje
- 2013: Otelo. Una tragedia.
- 2012/2013: Macbeth.
- 2010: Swingers.
- 2010: Circus Fokus Bokus (Voz en off).
- 2009: Closer.
- 2009: Gala de Navidad.
- 2008/2020: Pirandello, Dos miradas sobre el engaño
- 2007/2008: Cremona.
- 2004/2005: La señorita de Tacna.
- 2004: Punta Páramo.
- 2000: La excelsa.
- 2000: Cyrano de Bergerac, con dirección de Norma Aleandro.
- 1997: Ricardo III.

## Premios
- 2018: Premio Ace por ¿Qué hacemos con Walter?
- 2007: Premio Centinela del Festival de Tandil por  “Nevar en Buenos Aires”.
- 2004: Premio al Mejor Actor Latino en el Festival de Gramado por “Vereda Tropical”.